# Heterusia pyriformis
Heterusia pyriformis är en fjärilsart som beskrevs av Max Joseph Bastelberger 1911. Heterusia pyriformis ingår i släktet Heterusia och familjen mätare. Inga underarter finns listade i Catalogue of Life.